# مرآة الزمان (مسلسل)
مرآة الزمان مسلسل كويتي عرض سنة 1993.

## القصة
في زمن بعيد، يعثر شاب يدعى عبد الرحمن هو ووالده على أغراض ملكية ضائعة، وعندما يقررا إعادتها إلى الملك، يعجب الملك بعبد الرحمن الذي يتقرب منه رويدًا رويدًا فتتغير الأمور.

## بطولة
- غانم الصالح
- أحمد الصالح
- محمد المنيع
- جاسم النبهان
- عبدالامام عبدالله
- جاسم الصالح
- باسمة حمادة
- ناجية الربيع
- إبراهيم الحربي
- جمال الردهان
- خليل زينل
- طارق العلي
- عادل المسلم
- محمد حسن
- منى شداد
- نوره الهدى صبري
- فيصل بوغازي
- مشاعل شداد
- عبدالرزاق خلف
- مشاري البلام
- بدر الطيار
- أحمد الفرج
- عبدالحميد الرفاعي
- عبدالعزيز الفهد
- نواف الشمري